# 西松遙
西松 遙（にしまつ はるか、1948年1月5日 - ）は日本航空の元代表取締役社長。

## 経歴
静岡県浜松市出身。静岡県立浜松北高等学校、東京大学経済学部卒業後、1972年日本航空株式会社入社。資金部長、執行役員、取締役などを歴任し、2006年に株式会社日本航空（事業持株会社）と日本航空インターナショナルの社長兼CEOに就任した。
2005年から、運航・整備面に関わるヒューマンエラーが続発する不祥事により引責辞任となった新町敏行の後任として、歴代の中では異例とされた財務部門出身の役員である西松に白羽の矢が立てられた。

就任当初の2006年から収益の低迷による赤字決算予想や、社債の満期償還をめぐる資金の調達懸念といった問題により、経営再建と信用回復が急務であった。同年の株主総会翌日に前触れを出さずに突如公募増資を発表したり、2007年にはJALUXやJALカードなどの子会社株式の大半を第三者に売却を打ち出すなど、形振り構わずの資本増強策を行いV字回復を果たした。しかし、2008年以降、原油高や世界金融不況の発生などに起因する赤字決算を余儀なくされる。

2009年に発足した鳩山内閣の意向により、債務超過状態にある日本航空と日本航空インターナショナル、ジャルキャピタルは2010年1月19日に会社更生法を申請。西松は代表権のある役職から同日退任した。
就任中の年収は960万円であり、同社パイロットの平均年収1954万円の約半分で、また部長級の年収より低く、東証1部上場企業の社長では最低レベルと言われている。専用車も廃止し、スケジュール上無理がある時や来客時以外は基本的に東京隣県の自宅から品川駅を経て天王洲アイルのJALビルまで都営バスで通勤し、社員食堂での昼食も貫いている。
2008年の世界金融危機の際には、CNNが当時社長であった西松の出勤風景や社内での行動などを取材。それを放送したところ、アメリカの自動車メーカービッグスリーの経営者達の豪奢な生活ぶりに対する批判が集中していた折でもあったため、彼の質素な生活ぶりがアメリカ国民の反響を呼んでいるとのことである。
しかし、同社の経営が傾き、日本航空インターナショナル・ジャルキャピタルが会社更生法の適用を申請した1月19日に社長を引責辞任した。その後、2月1日に財団法人「日航財団」（現 公益財団法人JAL財団）の理事長に就任した。報酬は無報酬としている。

## 略歴
- 1972年 - 東京大学経済学部卒業、日本航空株式会社入社。
  - フランクフルト支店空港所・営業所総務セクションマネージャー
- 1999年 - 資金部長
- 2001年 - 資金部長兼経営企画室統合準備委員会事務局担当
- 2003年 - 日本航空執行役員
- 2005年 - 日本航空インターナショナル、日本航空ジャパン取締役
- 2006年 - 日本航空インターナショナル、日本航空社長
- 2009年9月11日 - 有楽町で社員といっしょに利用を呼びかけるビラ配りに参加[2]。
- 2009年11月 - 日経スペシャル ガイアの夜明け「徹底追跡 JAL危機」に出演し、自主再建に向けた取り組みを語る。
- 2010年1月19日 - 会社更生法申請の責任を取って社長を辞任。
- 2010年 - 城西国際大学の客員教授に就任[3]。

## 役員兼任
- 日本航空インターナショナル
  - 取締役会議長
  - 安全対策本部長
  - CS強化推進会議長
  - 企業風土改革推進委員長
  - CSR委員長
  - 地球環境委員長
  - コンプライアンス・リスク管理委員長
- 日本航空
  - 取締役会議長

## テレビ番組
- 日経スペシャル ガイアの夜明け 巨大航空会社の苦闘 ～JALは復活するか？～（2008年5月27日、テレビ東京）[4]。- 崖っぷちからの復活に向かうJAL。その改革の現場を6ヶ月間にわたって取材。
- 日経スペシャル ガイアの夜明け 徹底追跡…JAL危機 ～“日本の翼”の本当の問題とは～（2009年11月24日、テレビ東京）[5]。- 西松改革の理想と現実を取材。